# 1655 Comas Solá
Az 1655 Comas Solá (ideiglenes jelöléssel 1929 WG) a Naprendszer kisbolygóövében található aszteroida. Josep Comas Solá fedezte fel 1929. november 28-án.